# 폴란드 증후군
폴란드 신드롬은 흉부근육의 저발달과 합지증 및 단지증 (짧은 물갈퀴 모양의 손가락)이 같은 쪽에 동반되는 특징을 가진 선천성 질환이다. 이 질환의 증상으로는 매우 다양하나 가장 흔히 한쪽의 소흉근이 없고, 대흉근의 흉골이 없다. 대부분은 몸의 한 쪽 가슴 벽 근육의 결여와 같은 쪽 손의 병변이 동반된다. 이러한 증상은 좌측보다 우측에서 2배 이상 흔히 관찰된다.
발생 원인은 현재로써는 불분명하다. 대부분 가족력과 무관하게 무작위로 발생하는 것으로 관측된다. 가장 유력한 가설로는 "폴란드 연쇄"로, 특정 동맥의 발달 장애 또는 물리적 요인으로 초기 태아기 때의 혈류 공급 감소 또는 흐름 장애로 인한 손상이다. 진단은  신체 발형의 특징, 임상 소견 및 전문 검사를 토대로 주로 태어난 직후 내려진다.
치료는 개개인의 상황에 따라 다르며 필요에 따라 수술이 동반될 수 있다. 성형외과 수술을 통해 가슴벽 재건술, 갈비뼈 이식 및 여성의 경우 유방을 만들 수 있다. 손 부위의 병변 또한 골격 치료 수술이 가능하다.
1. 1 2 3 4 5 6 7 8  “폴란드 증후군 | 선천기형변형”. 2021년 12월 29일. 2025년 7월 12일에 확인함.
2. 1 2 3 4  “질병관리청 희귀질환 헬프라인”. 2025년 7월 12일에 확인함.